# Poplaca, Sibiu
Poplaca (în germană Gunzendorf, în maghiară Popláka, Paplaka) este satul de reședință al comunei cu același nume din județul Sibiu, Transilvania, România.

## Obiectiv memorial
Monumentul Eroilor Români din Primul Război Mondial. Obeliscul se află în centrul comunei Poplaca, în vecinătatea Școlii Generale. Monumentul a fost dezvelit în anul 1939 și are o înălțime de 3 m, fiind realizat din piatră și beton. Împrejmuirea este realizată cu un gard metalic. Ca element ornamental pe obelisc se găsește un vultur cu aripile deschise. Nu există înscrisuri pe fețele monumentului. 

## Imagini

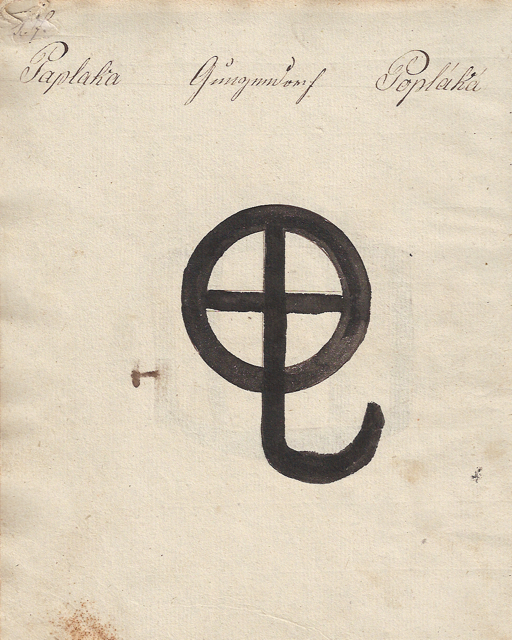
1826 - Danga pentru vitele din Poplaca
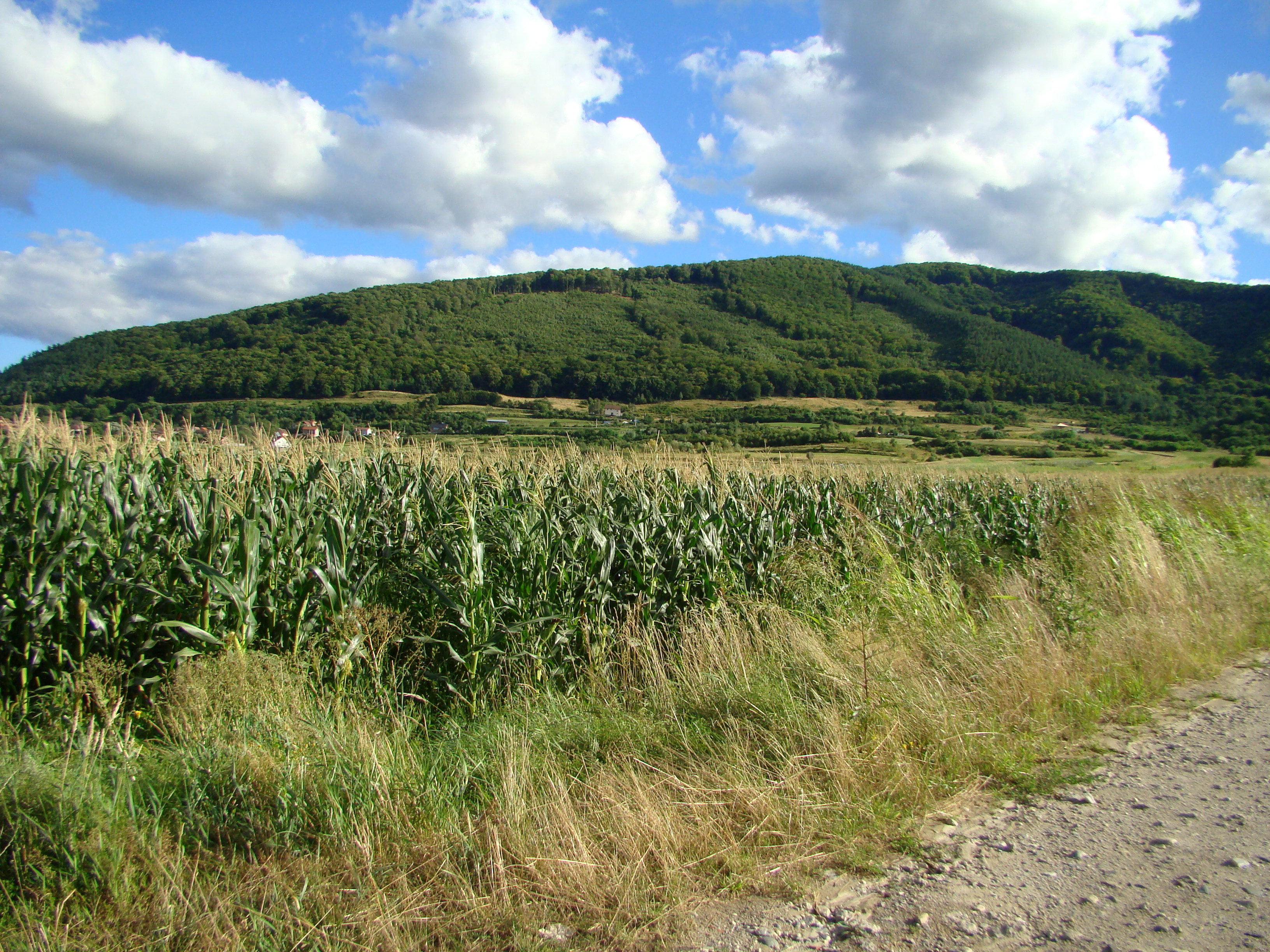
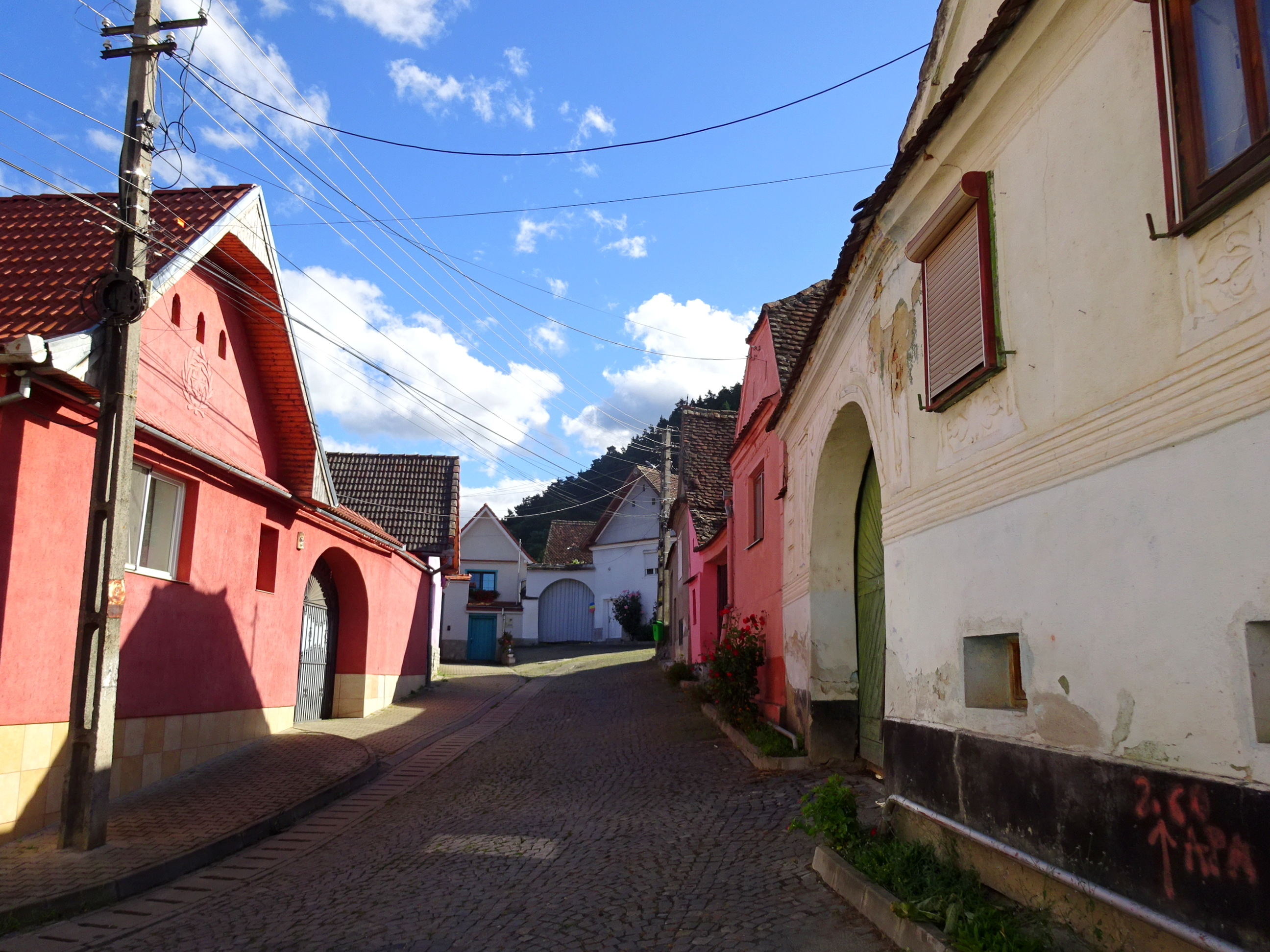
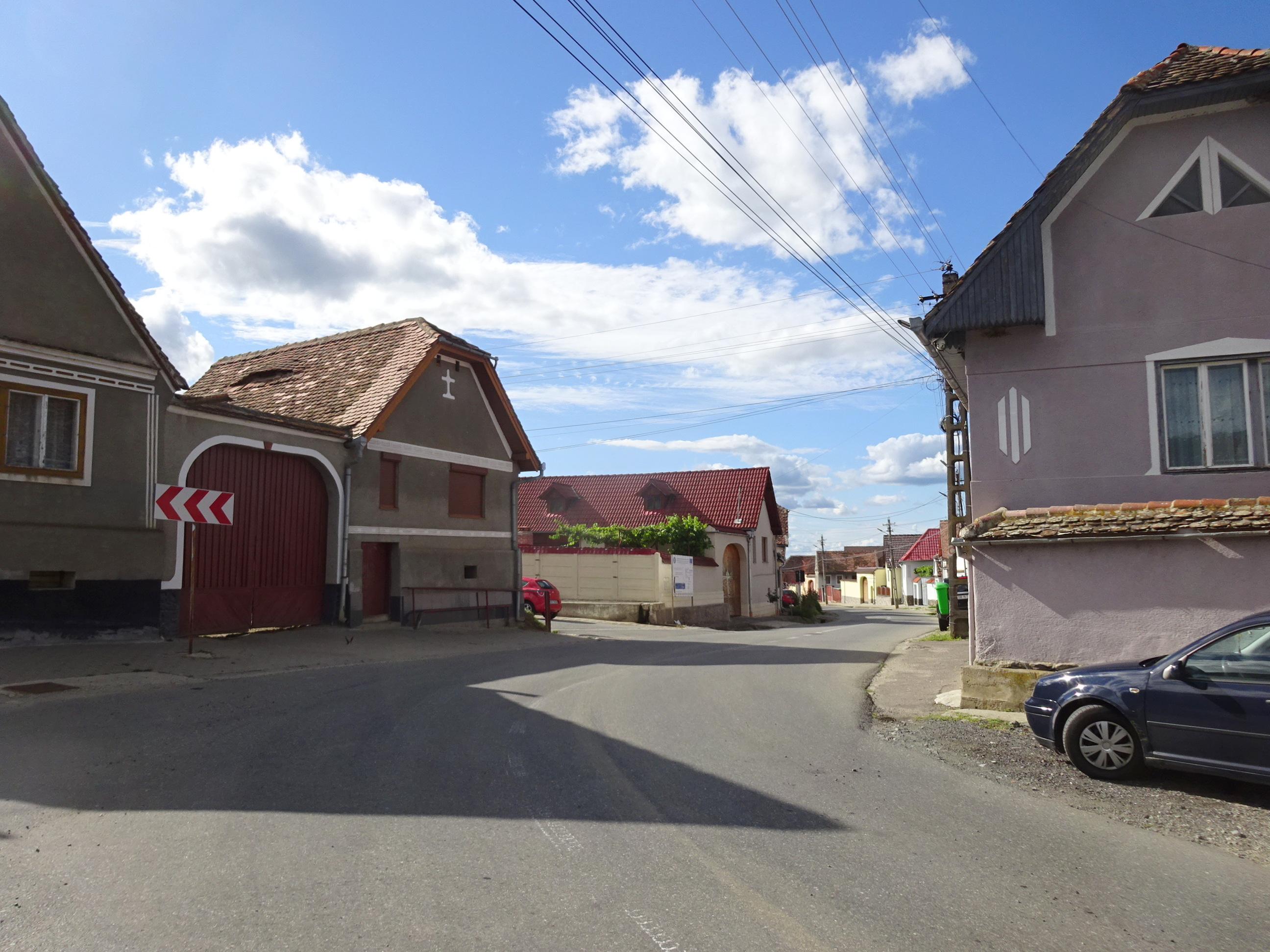
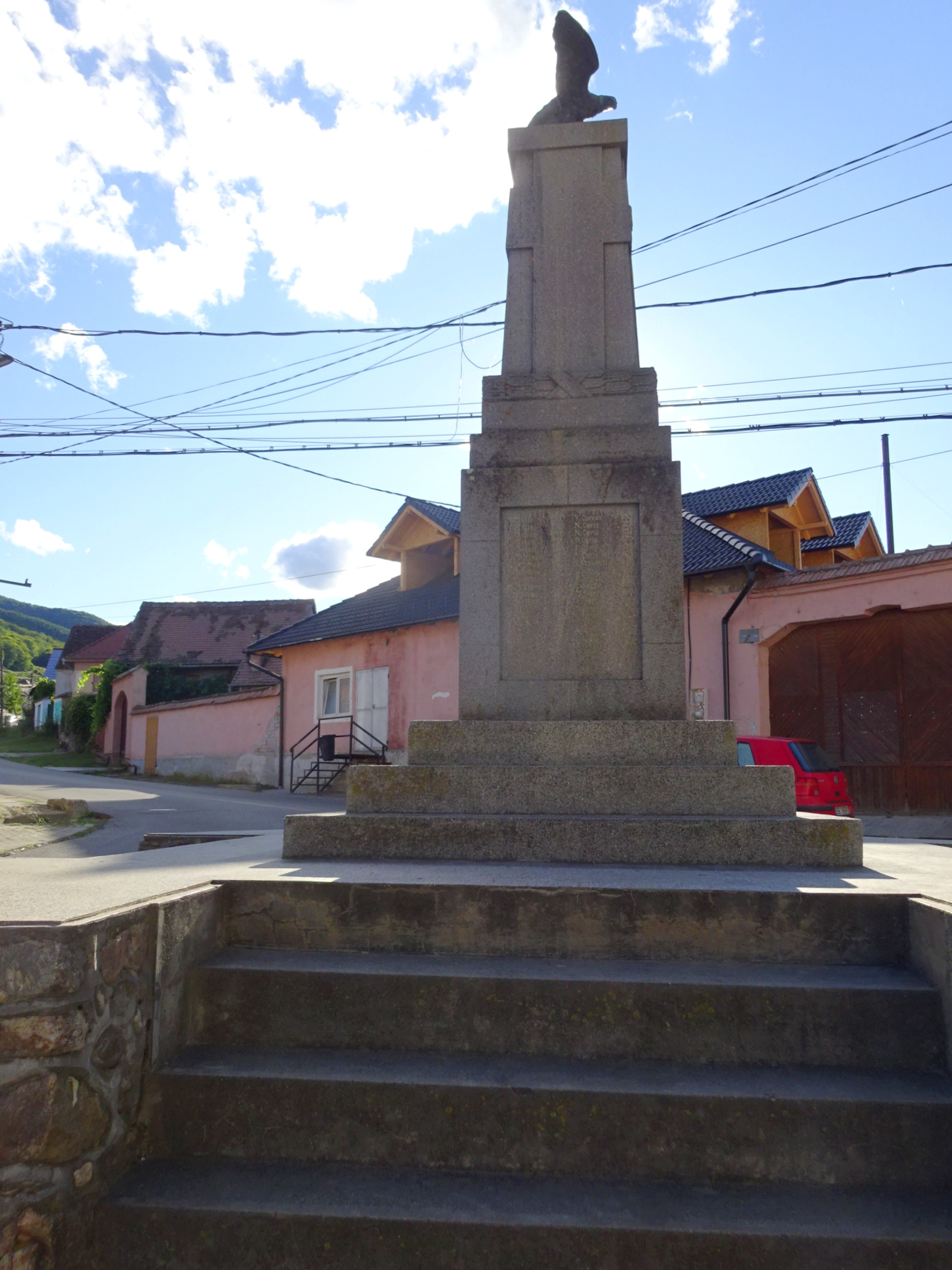
Monumentul Eroilor
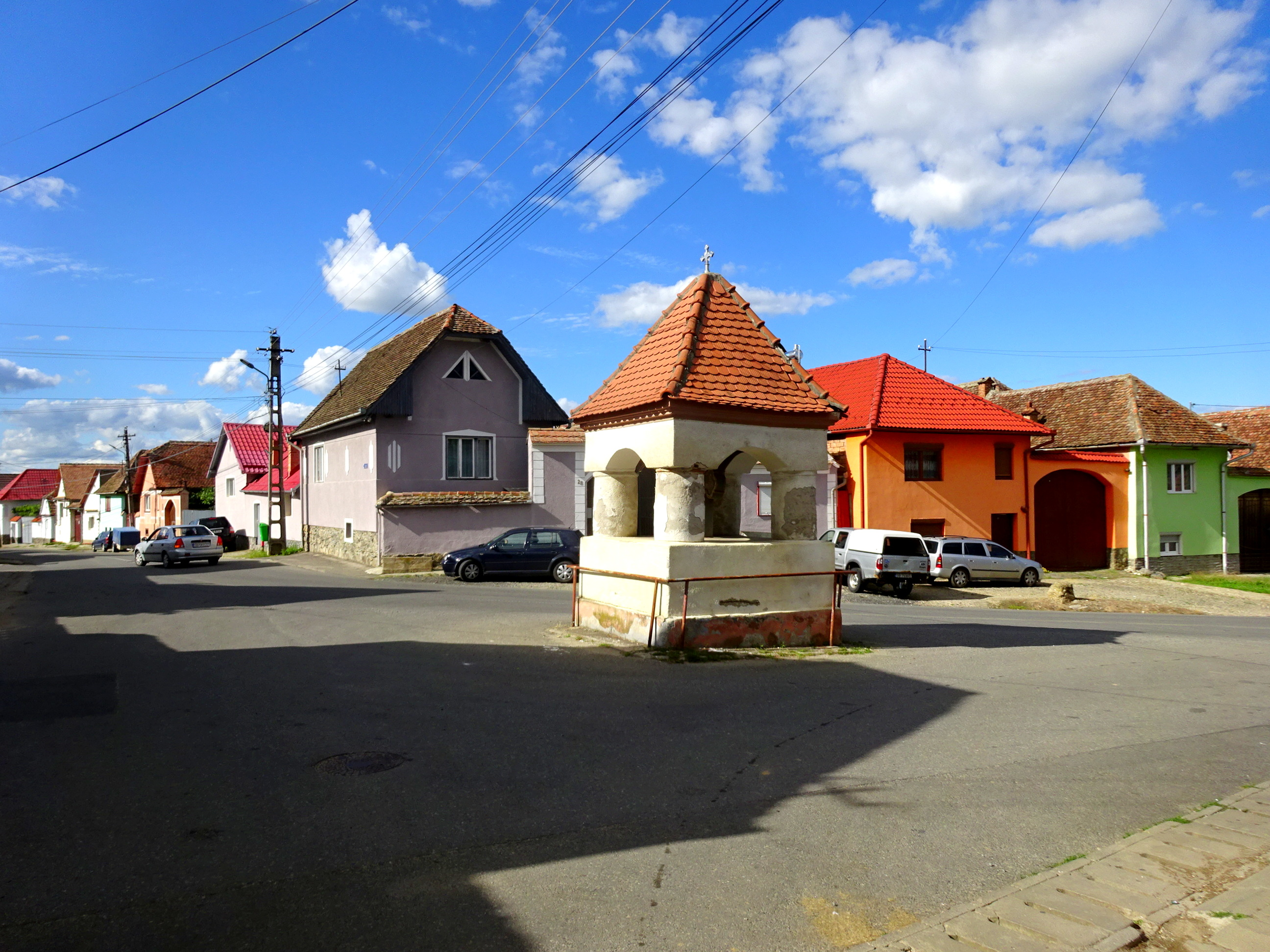
Troița
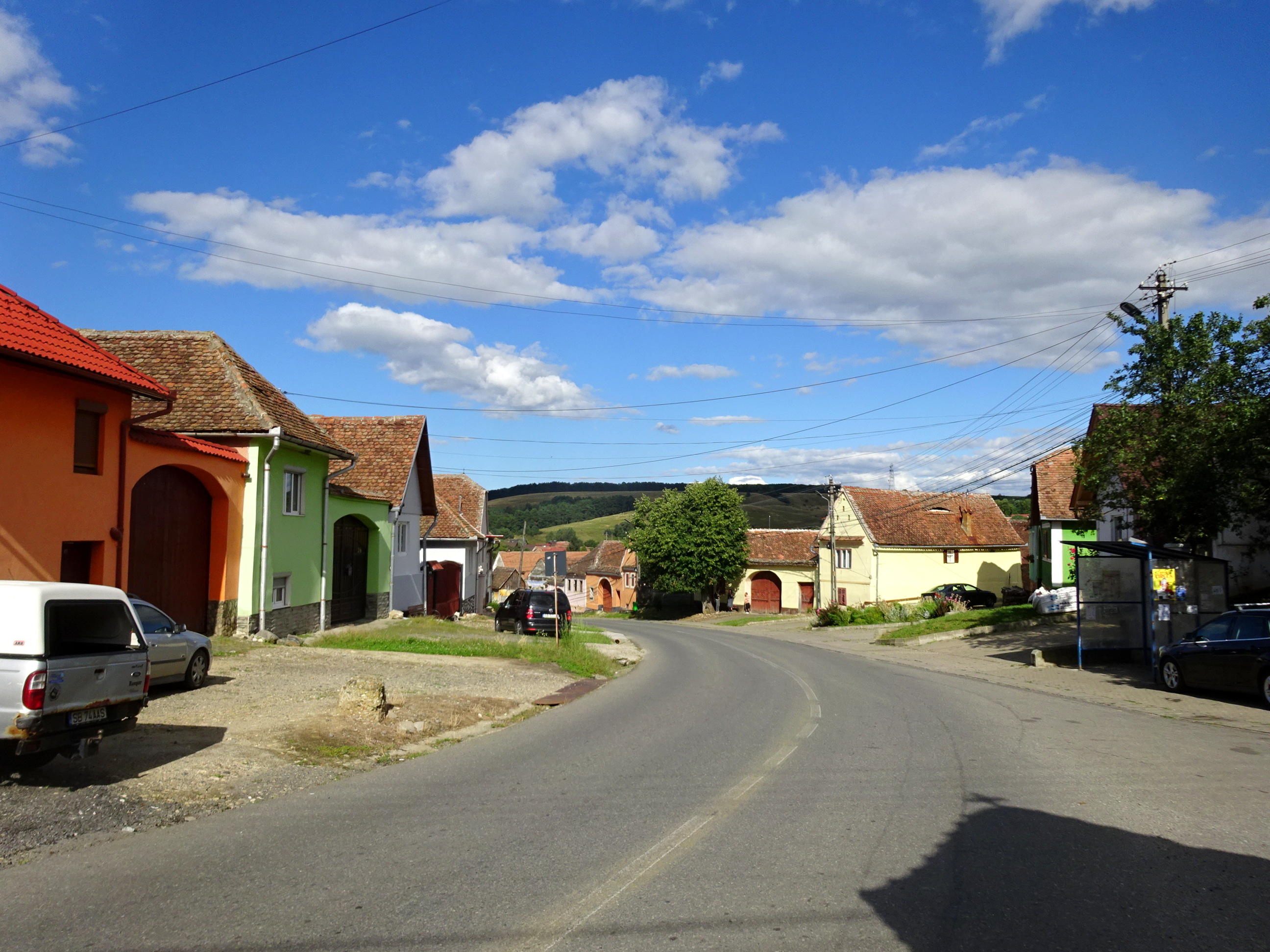
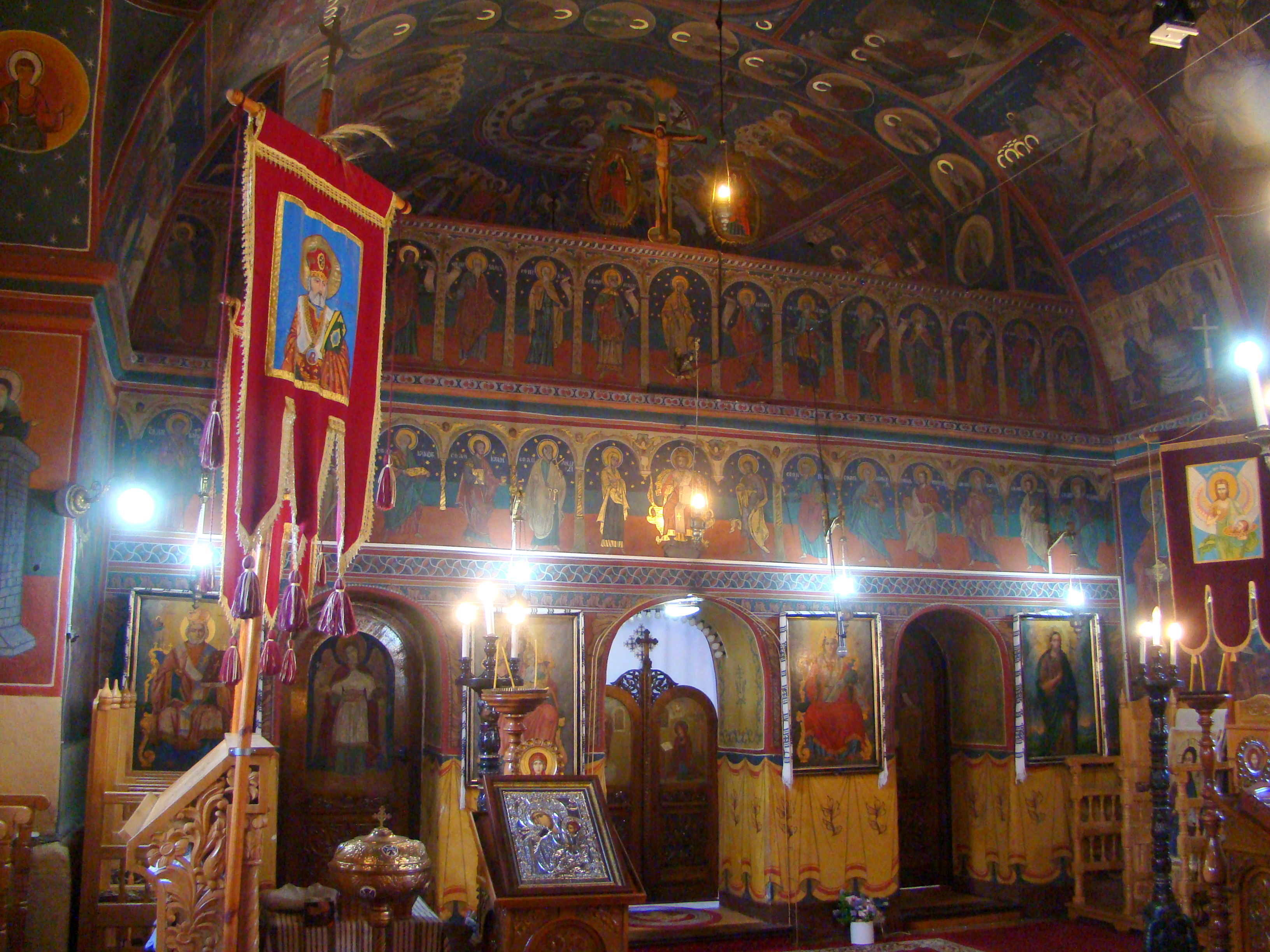
Biserica Nașterea Sfântului Ioan Botezătorul (iconostasul)
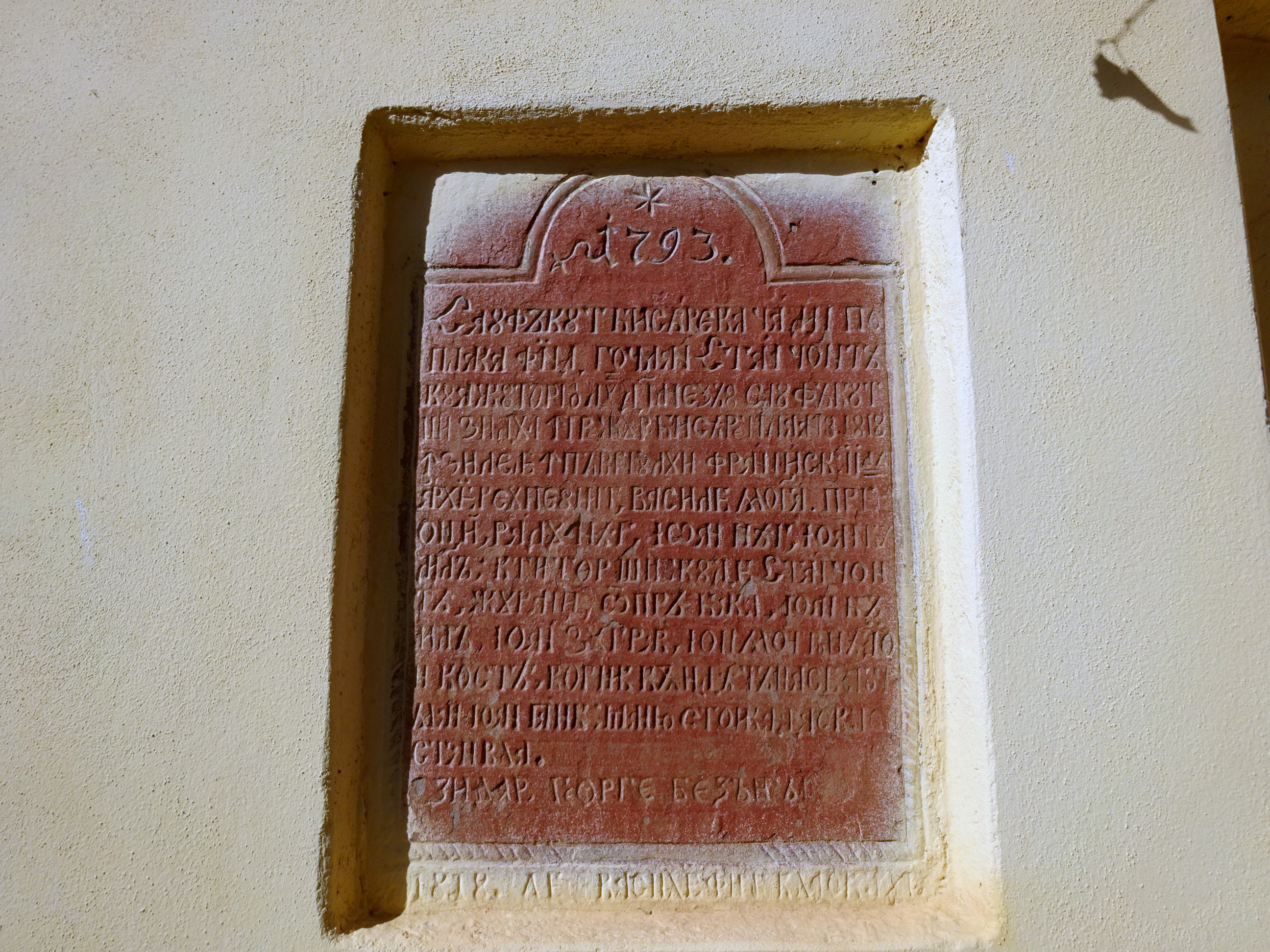
Biserica Nașterea Sfântului Ioan Botezătorul (inscripția de datare)
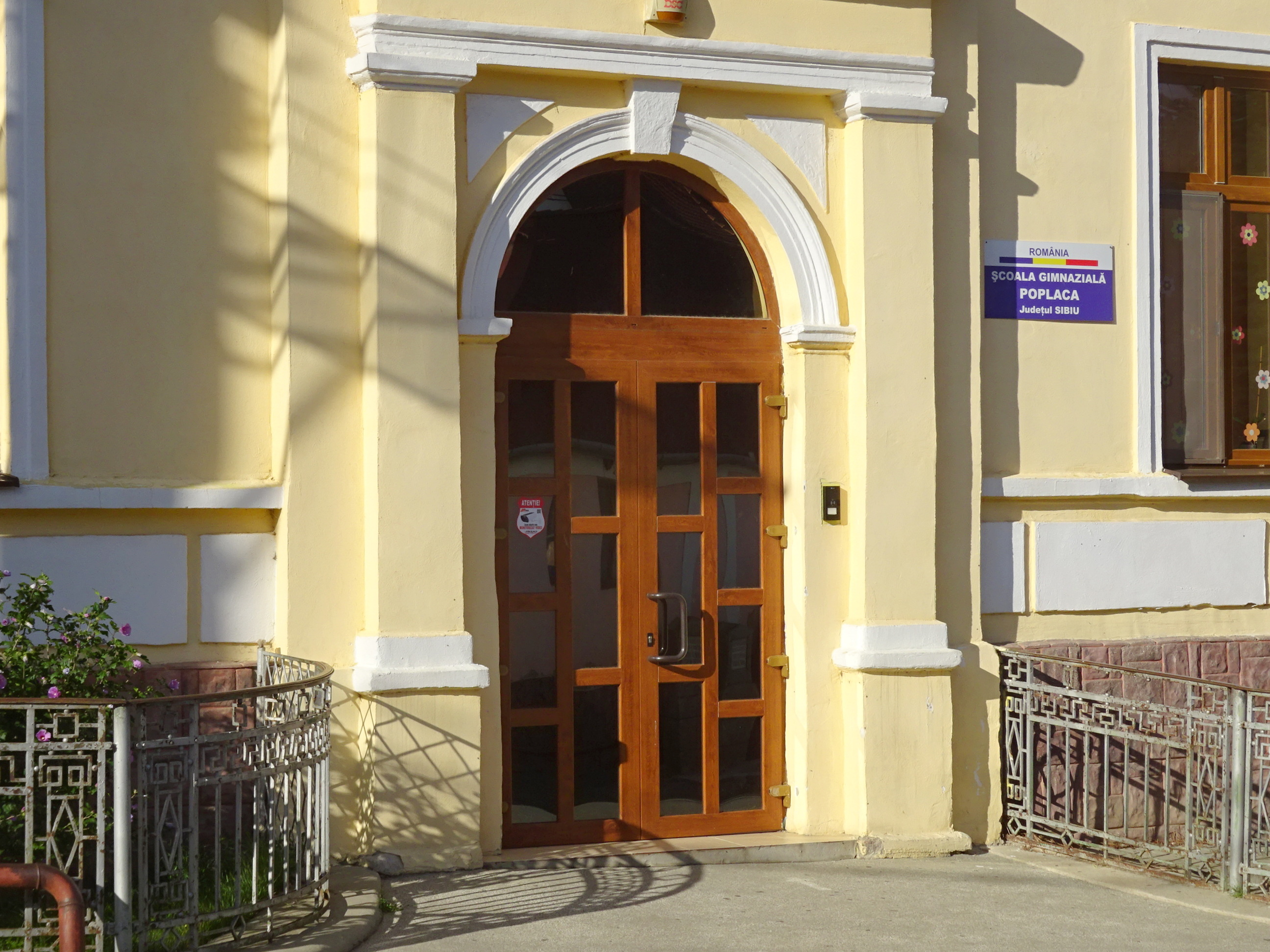
Școala gimnazială
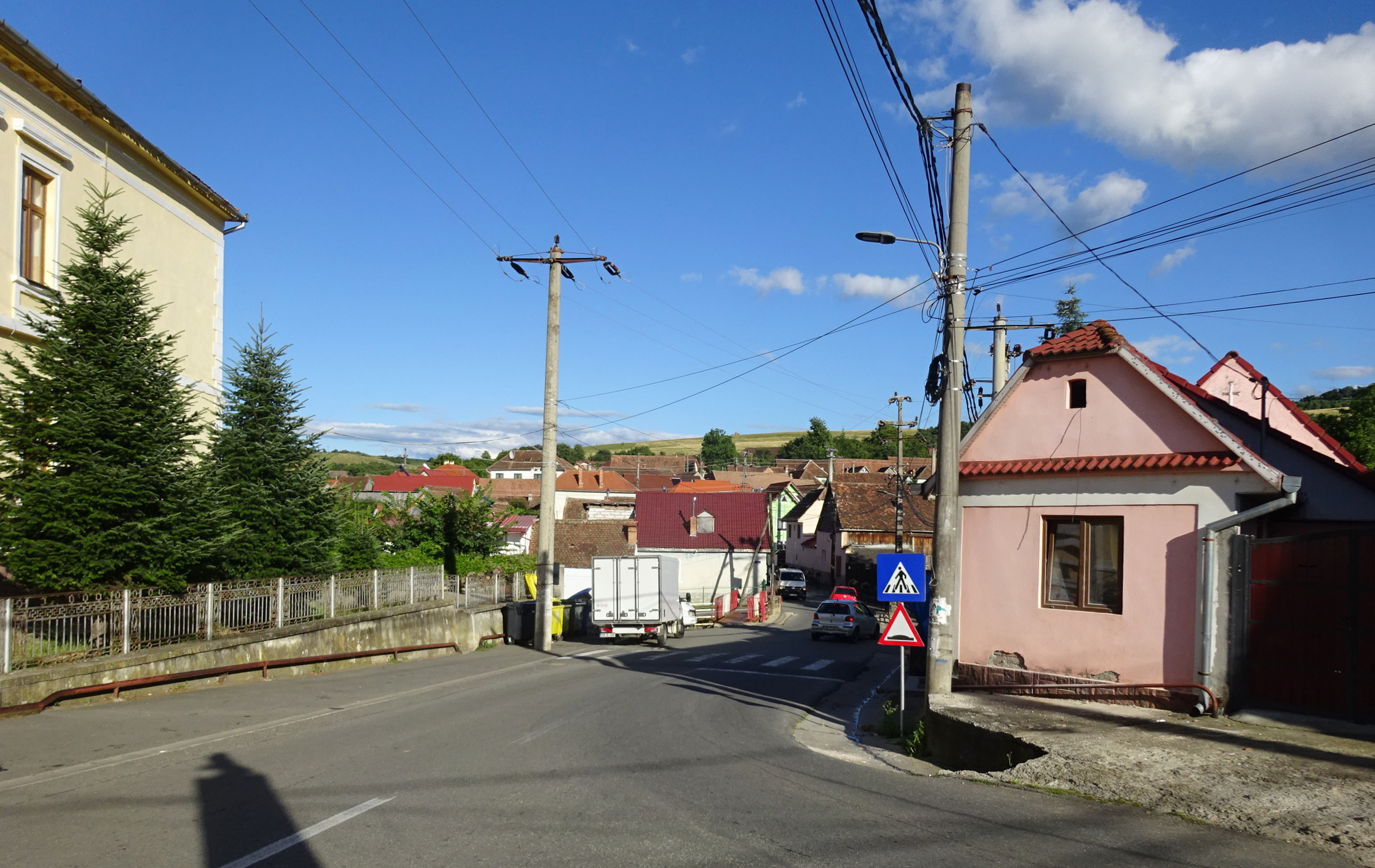
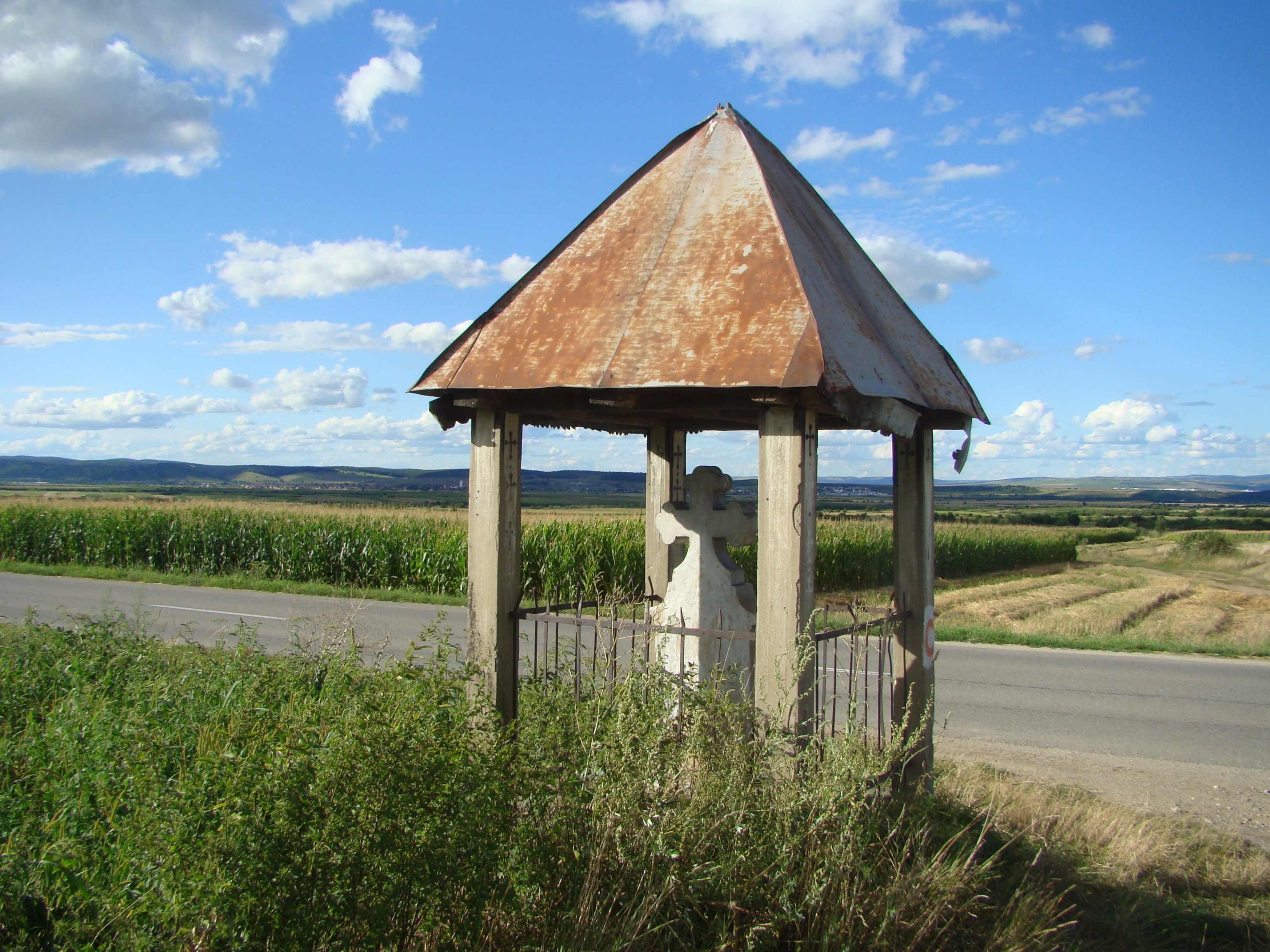
Prima troiță pe drumul spre Orlat
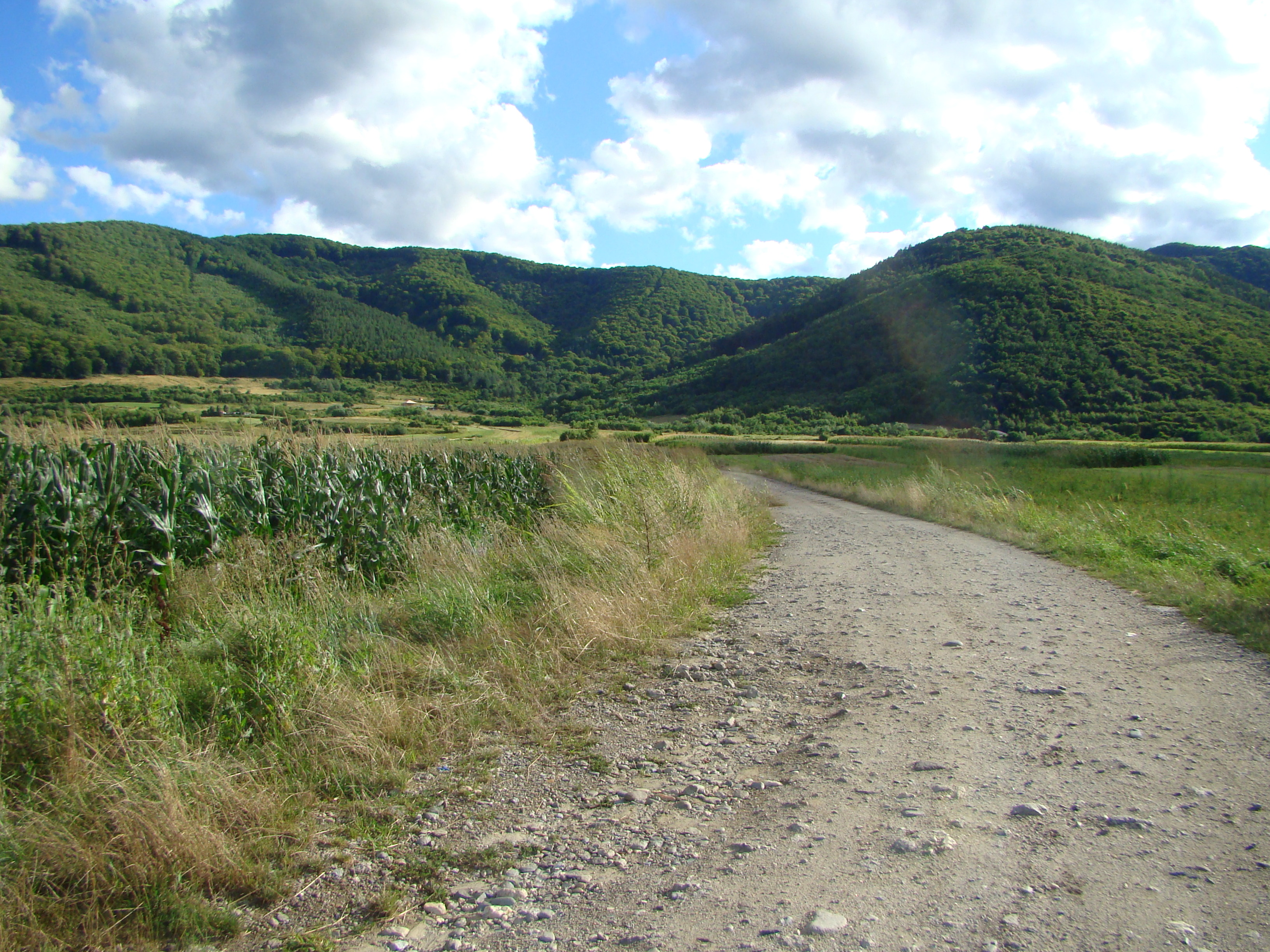
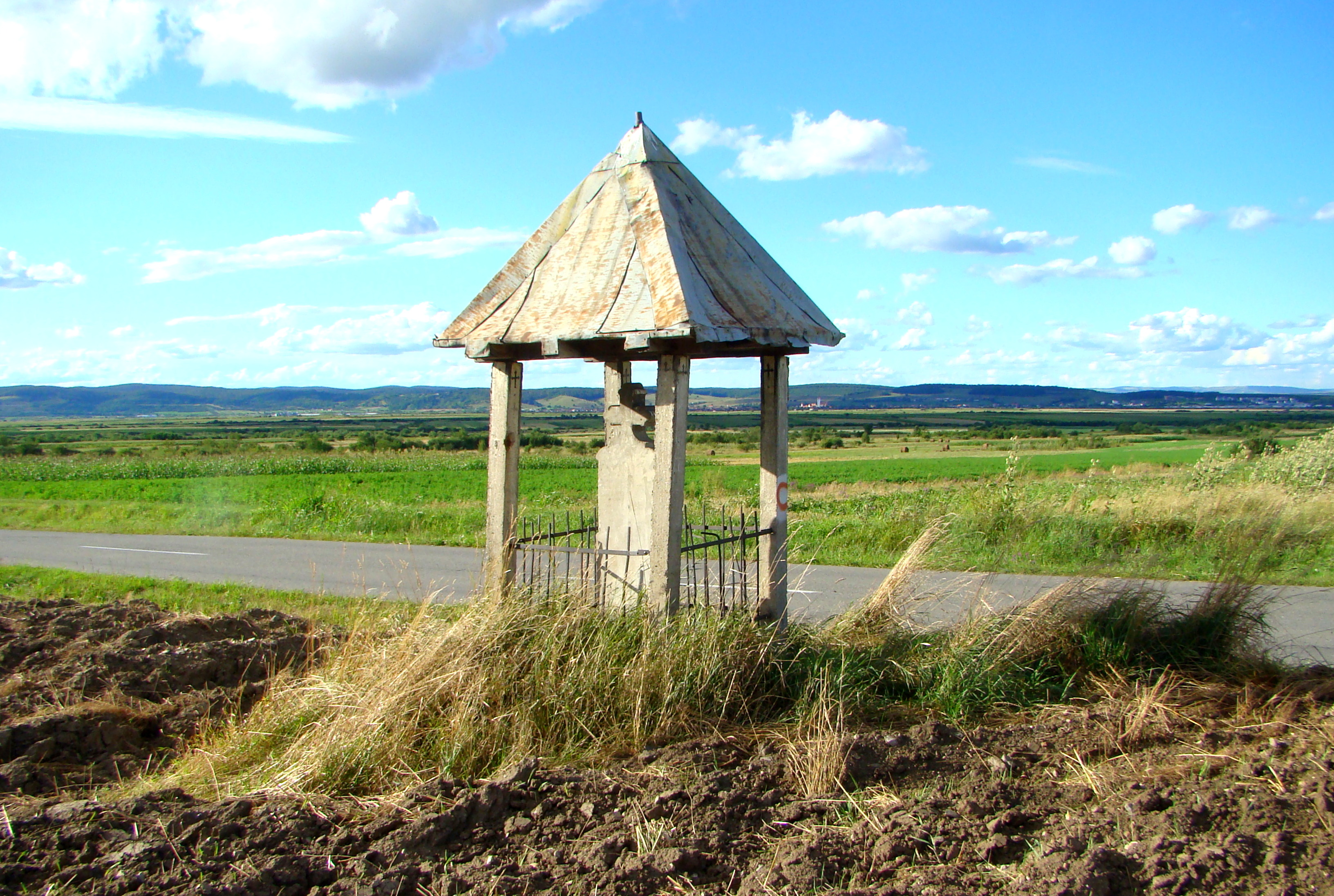
A doua troiță pe drumul spre Orlat
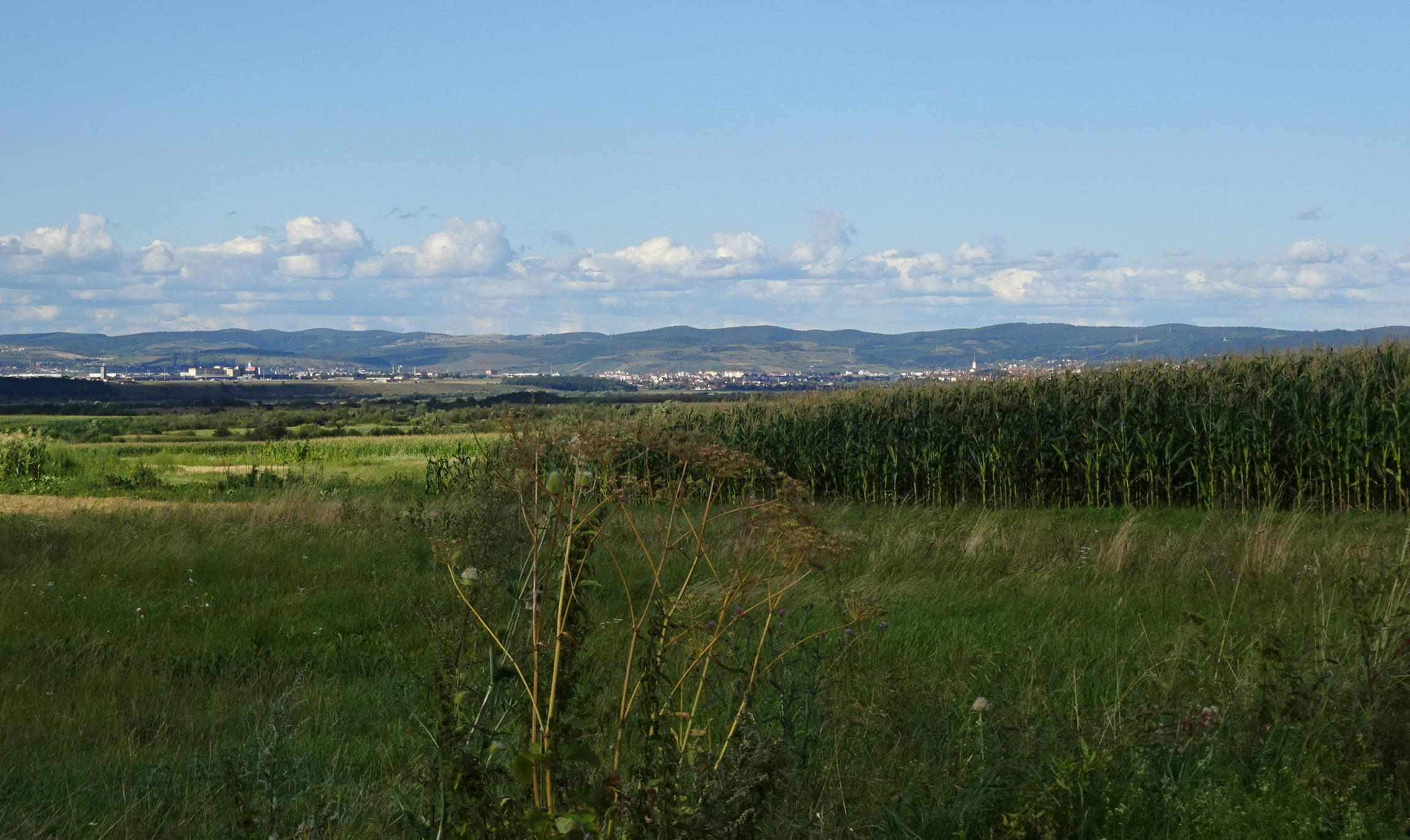
Sibiul în depărtare